# Rosaleda de Bamberg
La Rosaleda de Bamberga (en alemán: Der Bamberger Rosengarten) es una Rosaleda y jardín barroco de la Nueva Residencia (Neue Residenz), de unas 6 hectáreas de extensión, que se encuentra en Bamberga, Alemania.
Está catalogada como "Bayern Baudenkmal", monumento de la herencia cultural de Baviera.

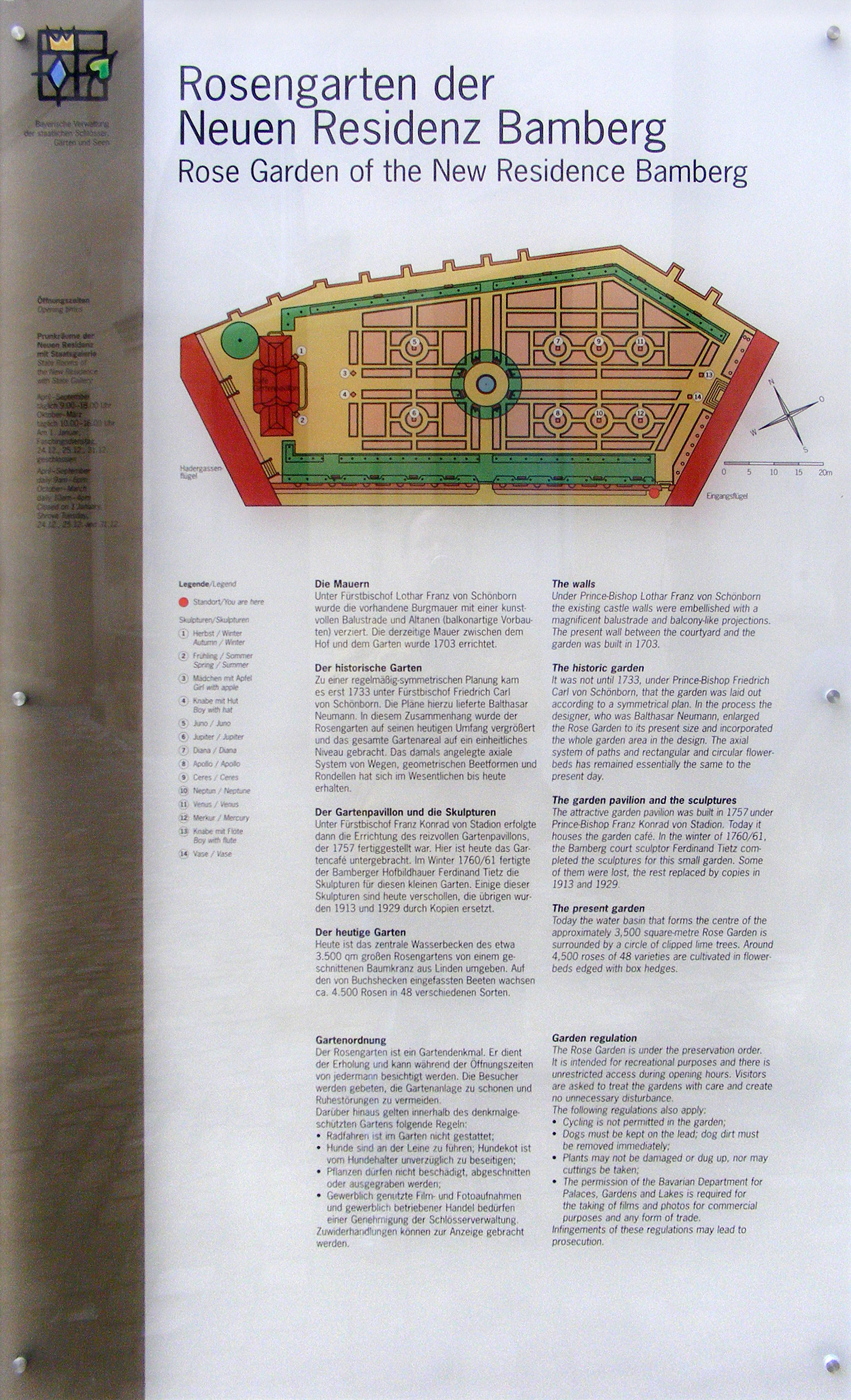
Plano de la rosaleda de Bamberga.

## Localización
Se ubica en Bamberga en la Alta Franconia de Baviera junto al río Regnitz. 
Der Bamberger Rosengarten Neuen Residenz Domplatz 8, D-96049 Bamberg-Bamberga, bayrischen Oberfranken, Bayern-Baviera, Deutschland-Alemania
Planos y vistas satelitales.49°53′31″N 10°52′54″E / 49.89194, 10.88167
Está abierto a diario al acceso público.

## Historia
Antes de la instalación de la rosaleda había en el mismo sitio en el siglo XVI un jardín renacentista, el cual en 1733 gracias al Príncipe-obispo Friedrich Karl von Schönborn-Buchheim se convirtió en un jardín barroco. 
La planificación del jardín fue realizada por el arquitecto de renombre Johann Balthasar Neumann. Gracias al trabajo del arquitecto oriundo de Bamberga Johann Jakob Michael Küchel la glorieta se realizó en el estilo rococó. 
Las esculturas diseminadas en la rosaleda de estudio de la mitología antigua son obras de Ferdinand Tietz (años formativos 1760 a 1761).
Hay una placa conmemorativa para Otto de Grecia y su esposa Amalie que se ubica en un arco ciego de la pared. La inscripción está en griego y alemán.
El casco antiguo de Bamberga es el mayor centro histórico conservado intacto en Alemania y  desde 1993 está catalogado como Patrimonio de la Humanidad en la lista de la UNESCO.

## Colecciones
En la zona delimitada por los árboles se halla la rosaleda que en la actualidad alberga unos 4.500 rosales y diversas variedades de rosa que se presentan en todas las gradaciones de tonos de color y aroma.
La rosaleda alberga:
- Unos 4.500 rosales entre especies silvestres y cultivares
- Especies de rosas silvestres
- Especies cultivares de rosas

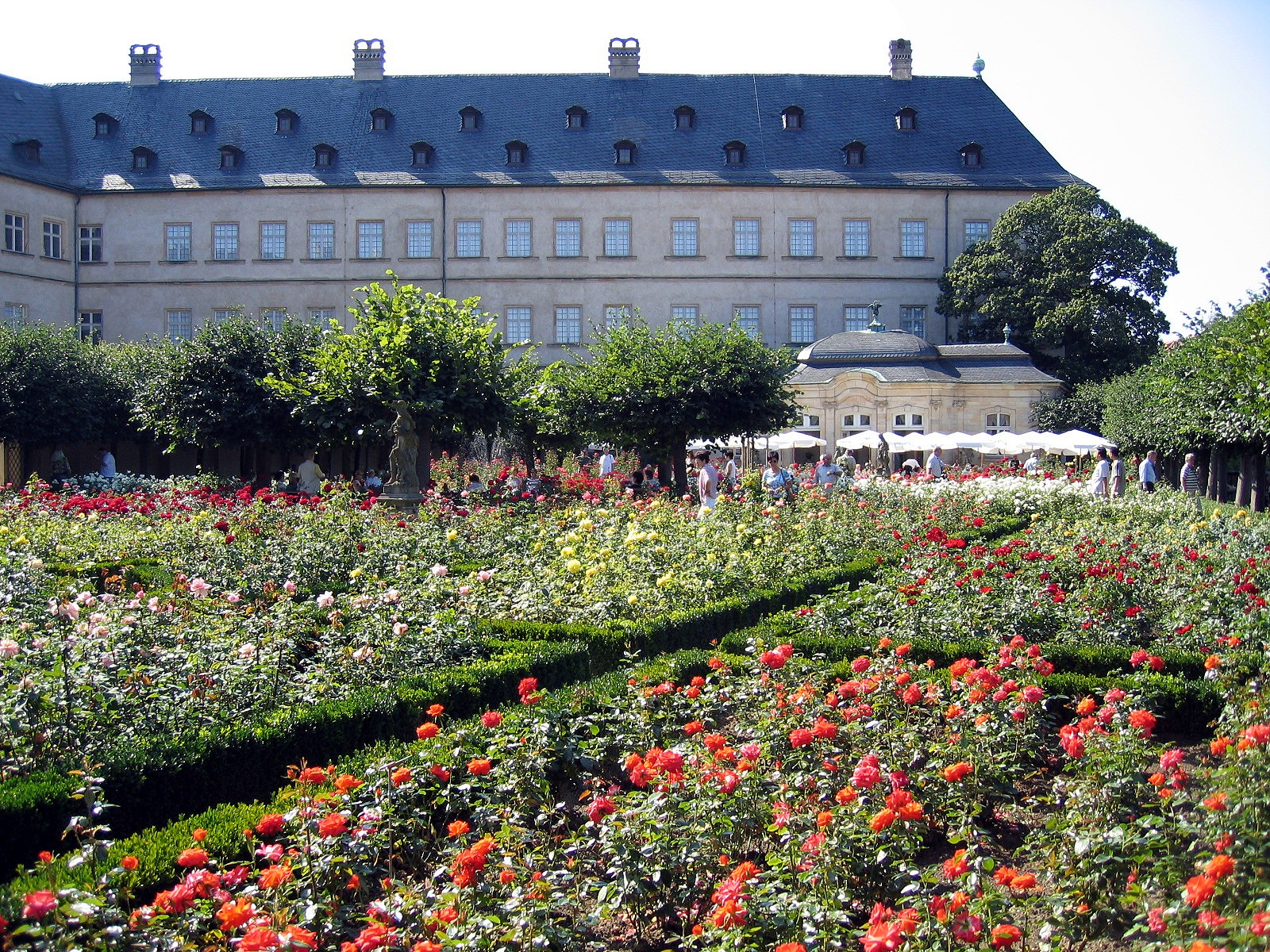
La rosaleda de "Neue Residenz" (nueva residencia).
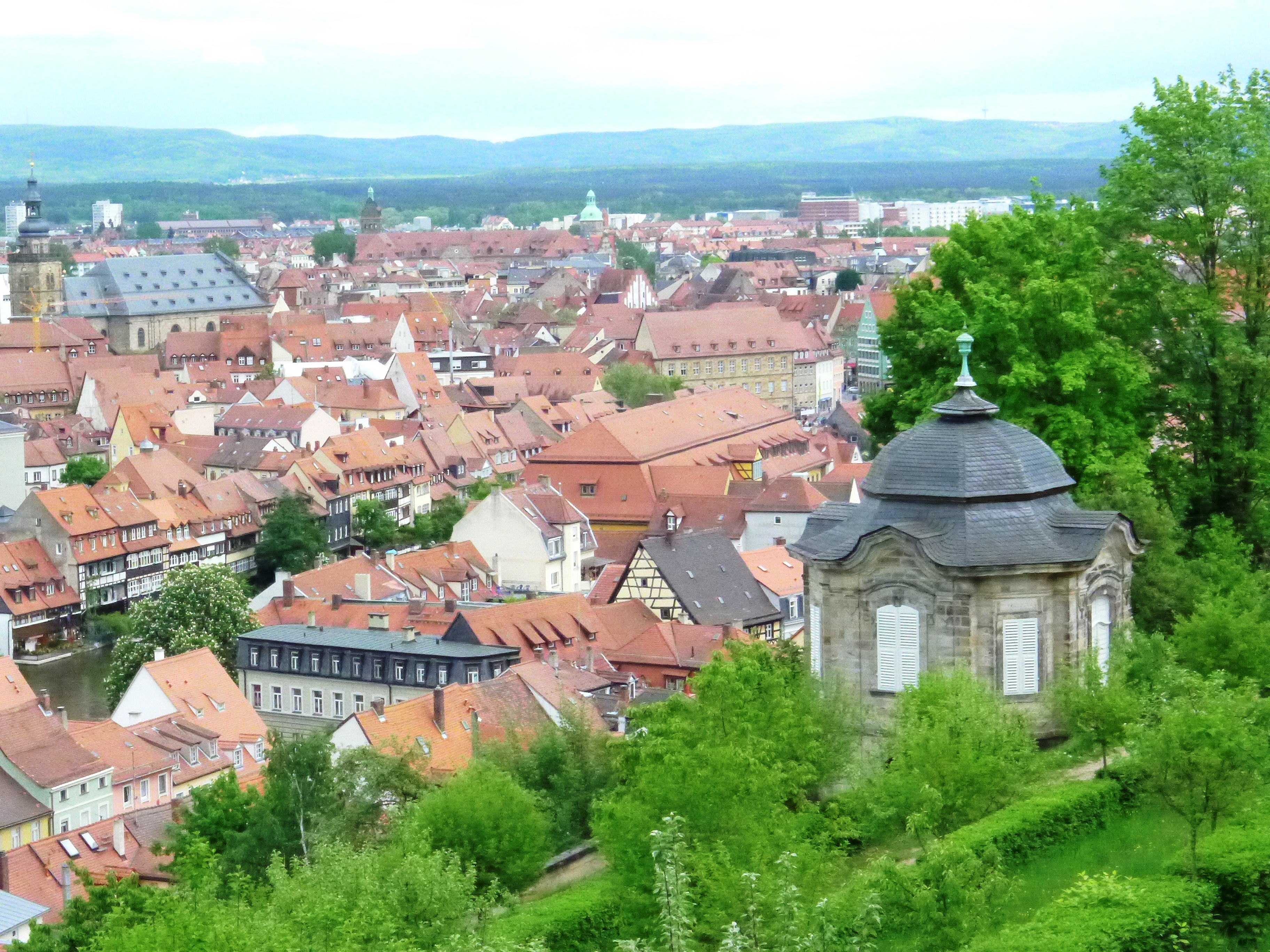
Vista de Bamberg desde la rosaleda.
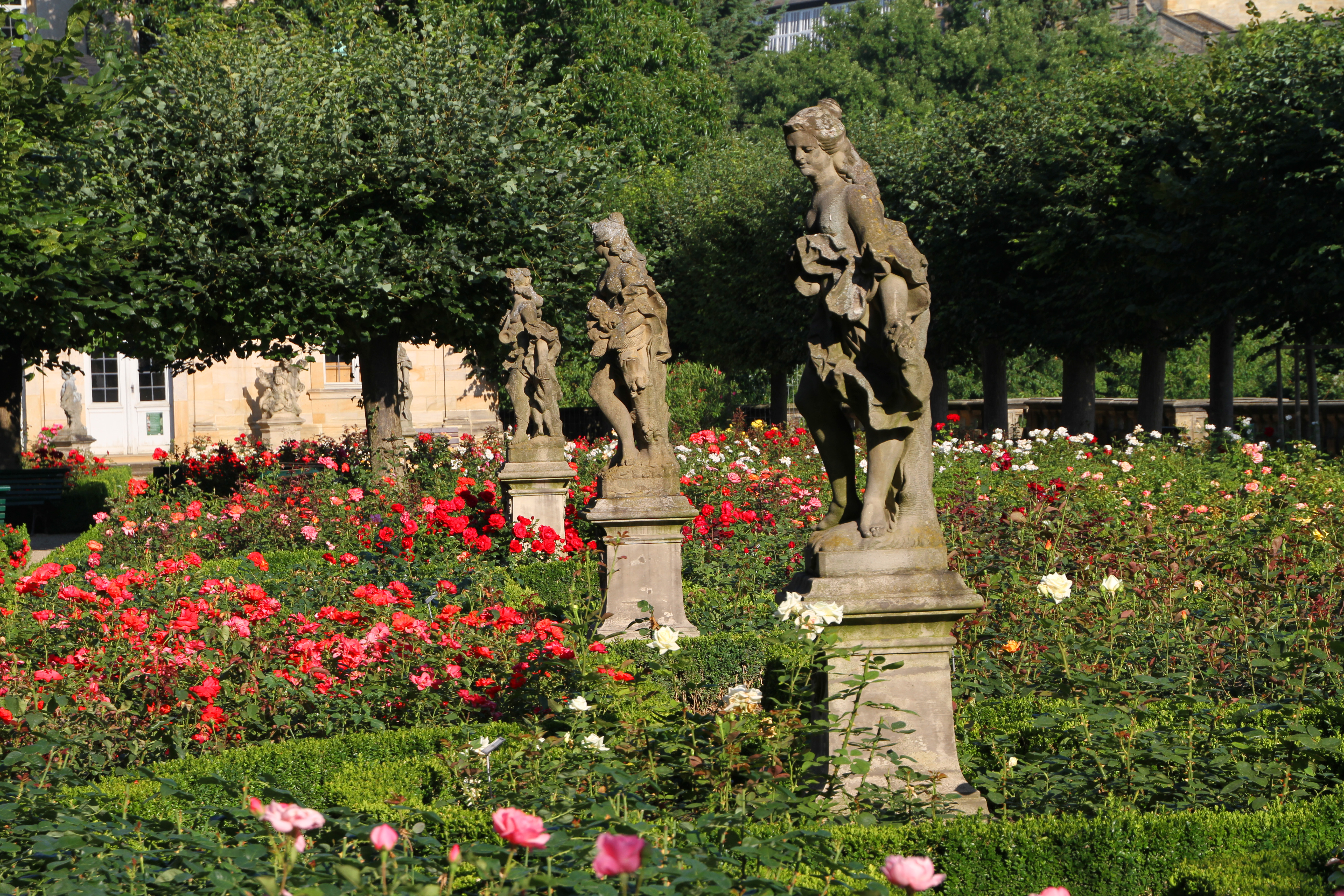
Esculturas y rosas
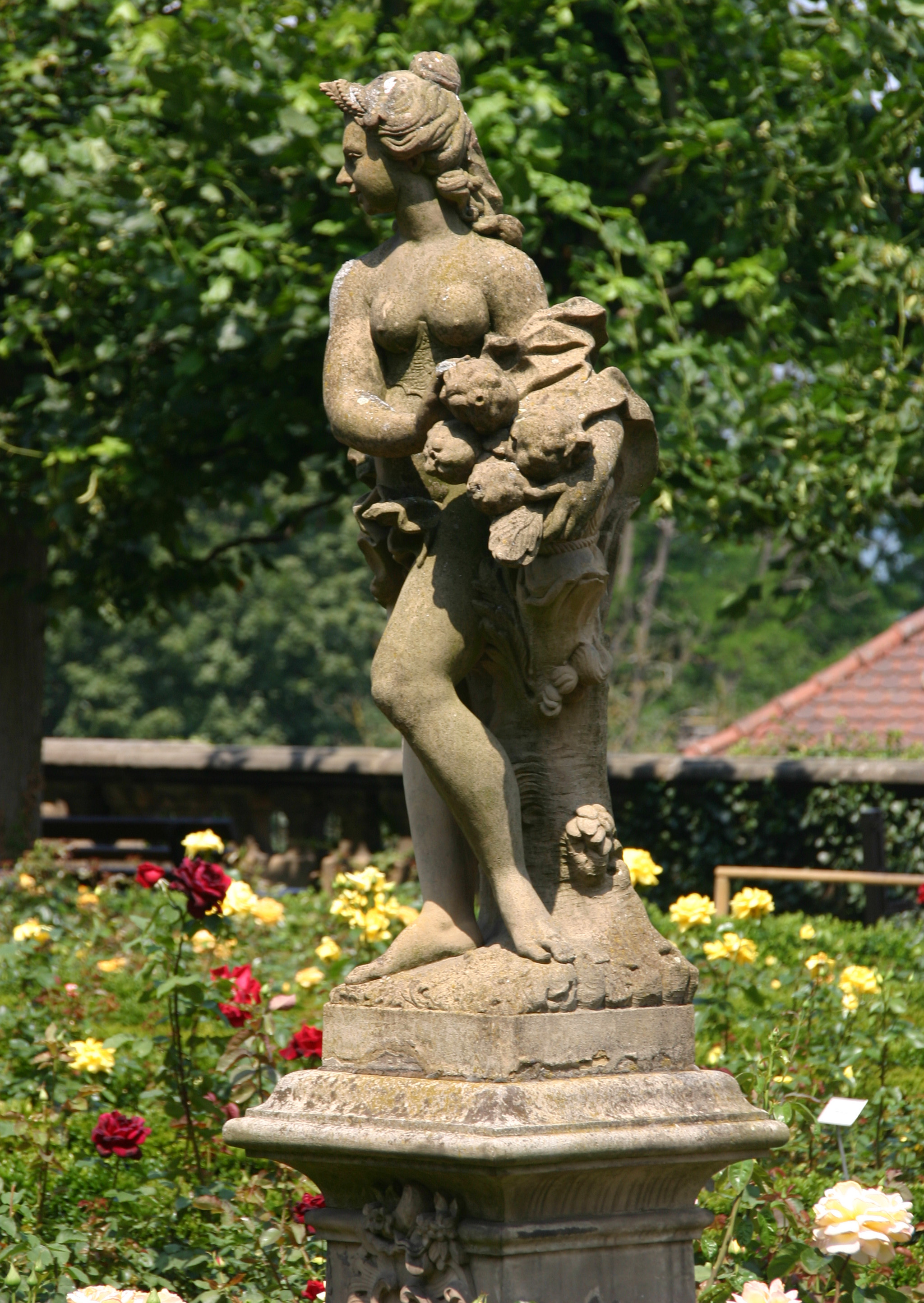
Escultura de Ferdinand Titz.
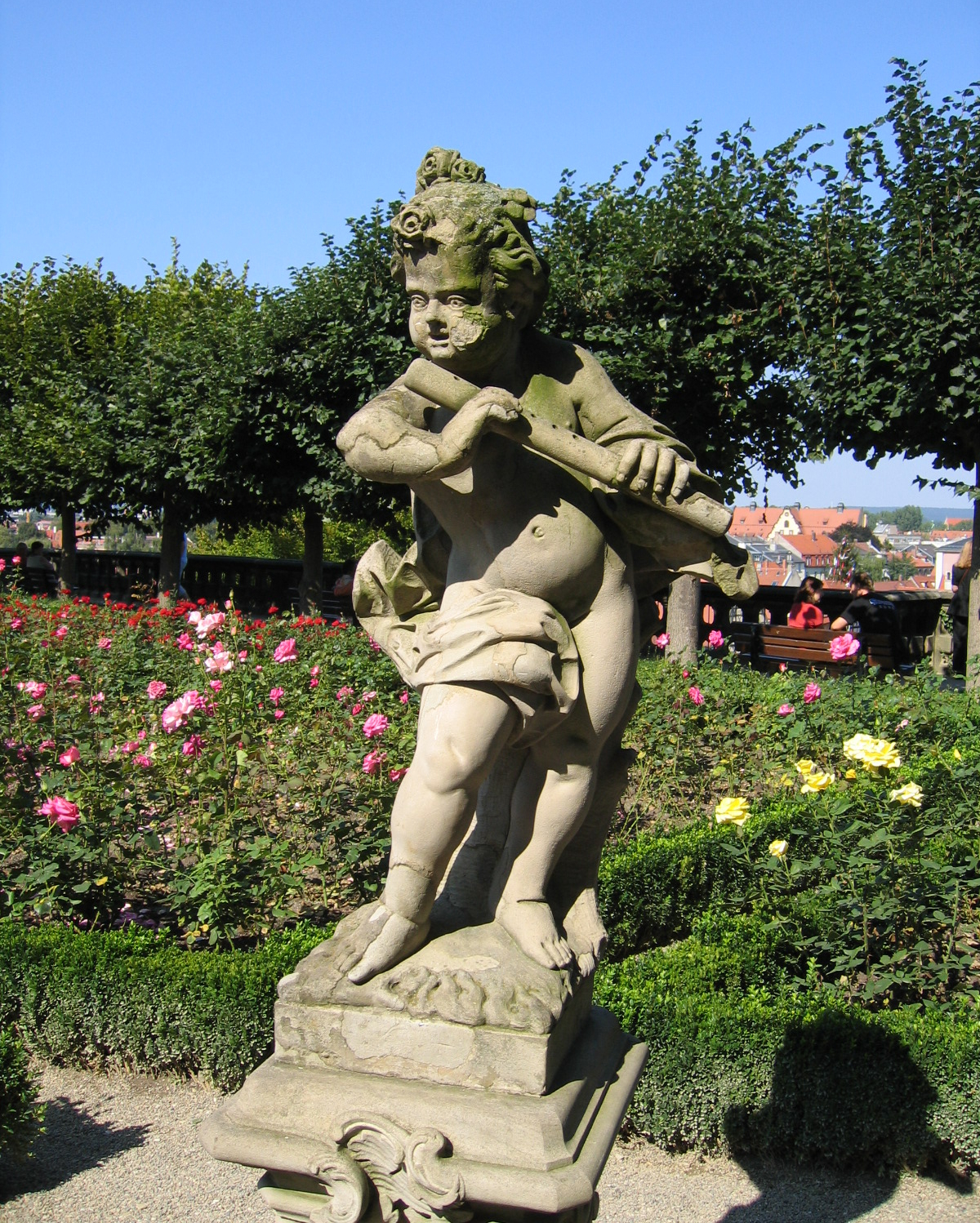
Escultura de Ferdinand Titz.
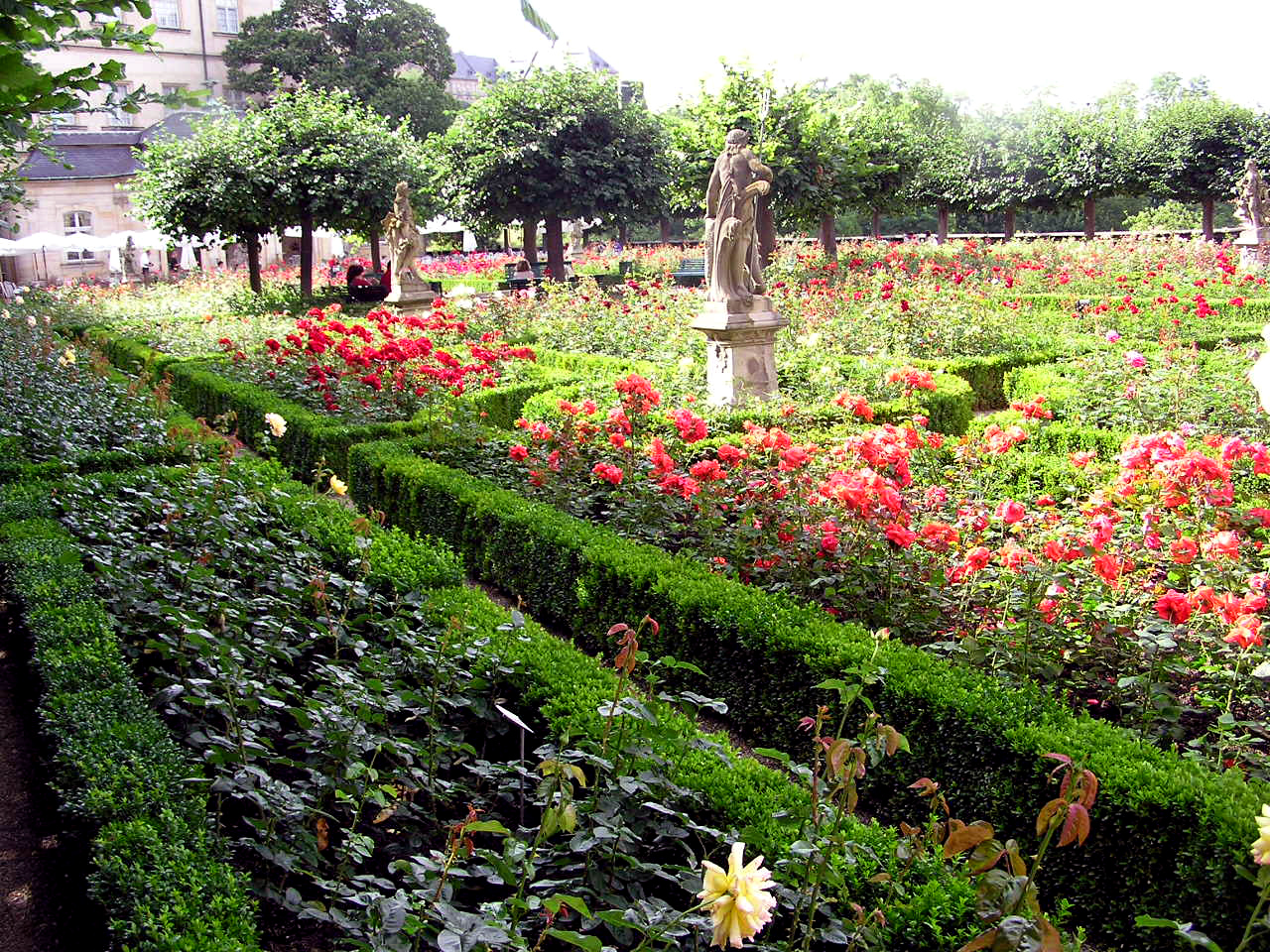
La rosaleda de "Neue Residenz".
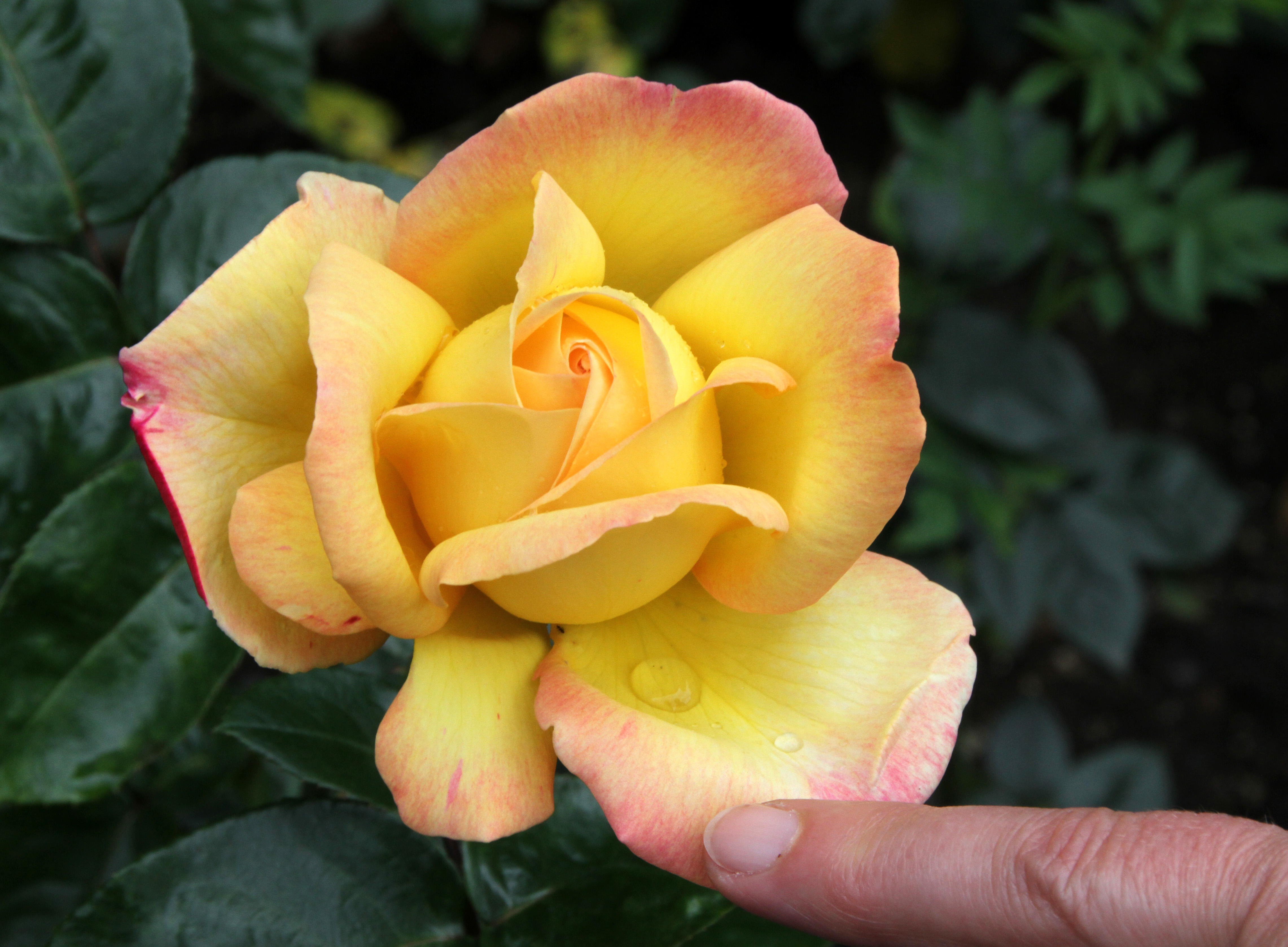
Rosa "Gloria Dei"
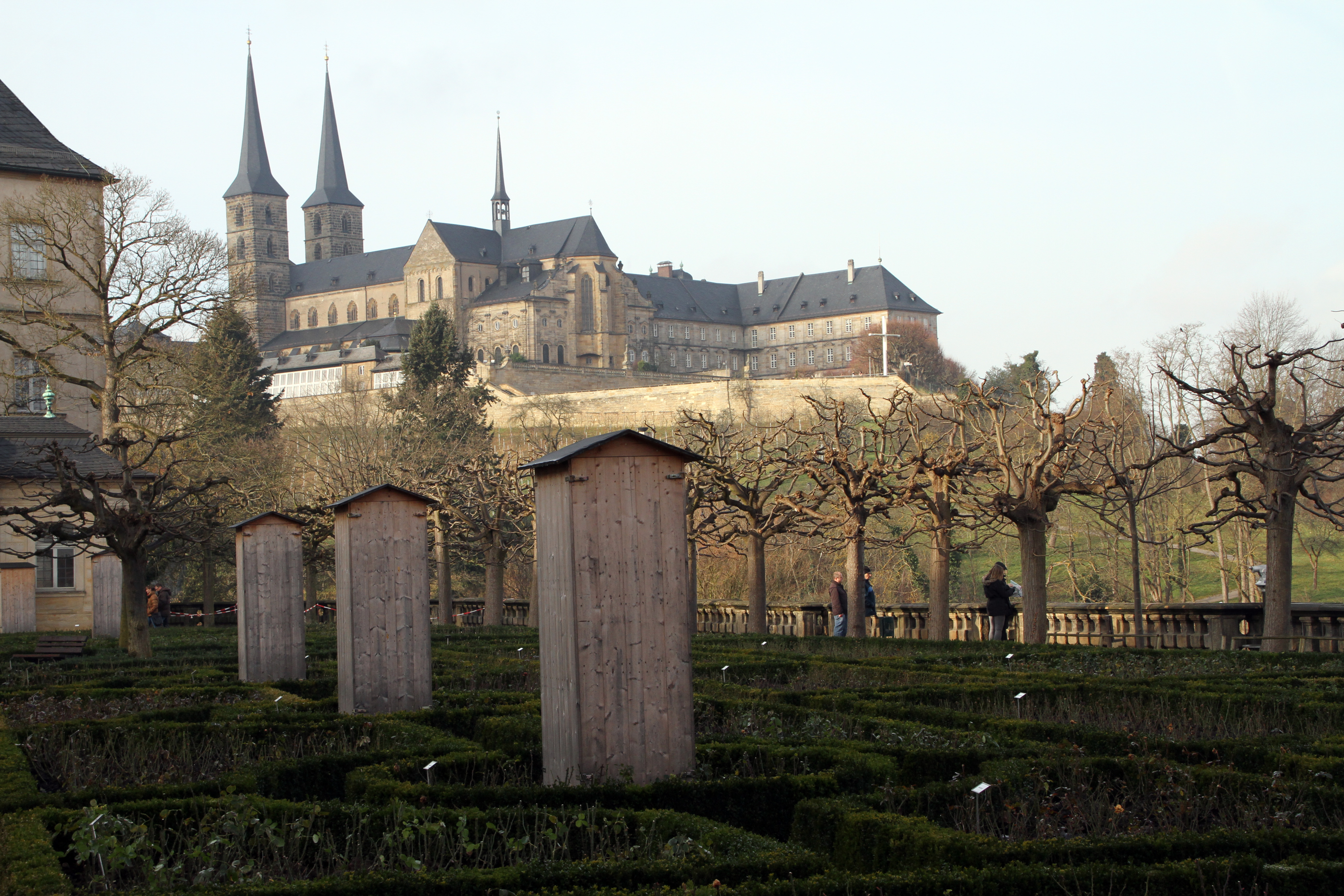
Jardín de rosas en invierno y Monasterio de San Miguel

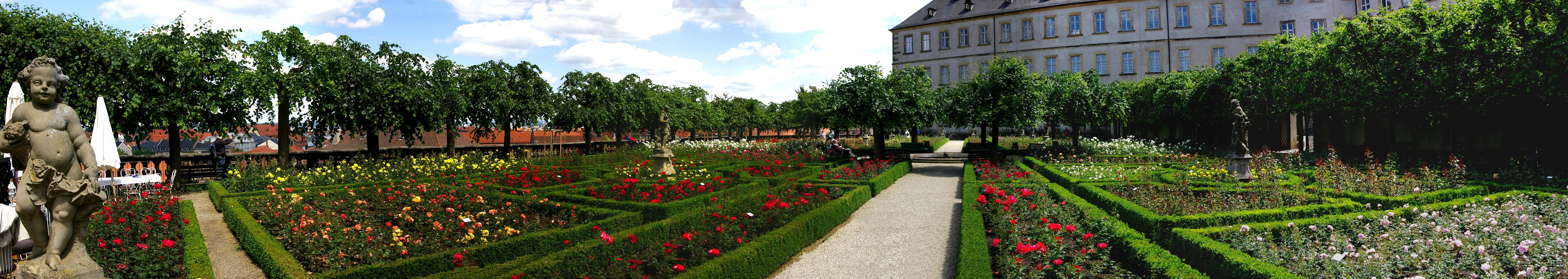
La rosaleda a la espalda de la "Neue Residenz".